# Paul McStay
Paul Michael Lyons McStay MBE (Hamilton, 22 oktober 1964) is een Schots voormalig profvoetballer die zijn gehele loopbaan bij Celtic Glasgow speelde als middenvelder. Hij draagt onder de Celtic-aanhang de bijnaam the Maestro ("de Grootmeester").

## Clubcarrière
McStay speelde zijn gehele loopbaan, die begon in 1981, bij de Schotse topclub Celtic Glasgow (515 competitiewedstrijden en 57 doelpunten). In januari 1984 was even sprake van een mogelijke transfer naar de Italiaanse topclub Inter Milan. Uiteindelijk bleef hij de Celts trouw en beëindigde in 1997 zijn loopbaan op Celtic Park, dit wegens aanhoudend blessureleed toen zijn carrière op de laatste benen liep.
McStay won bij Celtic drie Schotse landstitels en vier Scottish Cups. De technisch vaardige middenvelder wordt beschouwd als een van de beste spelers in de geschiedenis van Celtic Glasgow. Zijn bijnaam op Celtic Park was the Maestro ("De Grootmeester").

## Interlandcarrière
Paul McStay speelde 76 interlands in het Schots voetbalelftal, waarin de aanvallende middenvelder negen maal de weg naar doel vond. McStay nam deel aan het wereldkampioenschap voetbal van 1986 in Mexico en 1990 in Italië. Daarnaast maakte hij deel uit van de Schotse ploeg op Euro 1992 in Zweden.

## Erelijst
Celtic
- Scottish Football League (3): 1981–82, 1985–86, 1987–88
- Scottish Cup (4): 1984–85, 1987–88, 1988–89, 1994–95
- Scottish League Cup (1): 1982–83
- Glasgow Cup: 1982

 Schotland
- Europees kampioenschap voetbal mannen onder 19 (1): 1982
- Rous Cup (1): 1985